# Szczeberka
Szczeberka – wieś w Polsce położona w województwie podlaskim, w powiecie augustowskim, w gminie Nowinka.
W latach 1975–1998 miejscowość administracyjnie należała do województwa suwalskiego.

## Historia
Według spisu powszechnego z 30 września 1921 r. w Szczeberce w 24 budynkach mieszkalnych mieszkało 110 osób. 98 osób było wyznania rzymskokatolickiego, a 12 innego. Wszyscy mieszkańcy byli narodowości polskiej.